# Guthalahonase, Kanakapura
Guthalahonase là một làng thuộc tehsil Kanakapura, huyện Ramanagara, bang Karnataka, Ấn Độ.